# Union pour la Renaissance/Parti Sankariste
| Union pour la Renaissance/ Parti Sankariste | Union pour la Renaissance/ Parti Sankariste |
| ------------------------------------------- | ------------------------------------------- |
| Gründungsdatum:                             | 2009                                        |
| Gründungsort:                               | Ouagadougou                                 |
| Parteivorsitzender:                         | Bénéwendé Stanislas Sankara                 |
| Ausrichtung:                                | Sankarismus                                 |
| Wähleranteil:                               | 4 % (2012)                                  |
| Website:                                    | www.unirps.org                              |

Die Union pour la Renaissance/Parti Sankariste (UNIR/PS) ist eine Partei aus dem westafrikanischen Staat Burkina Faso.

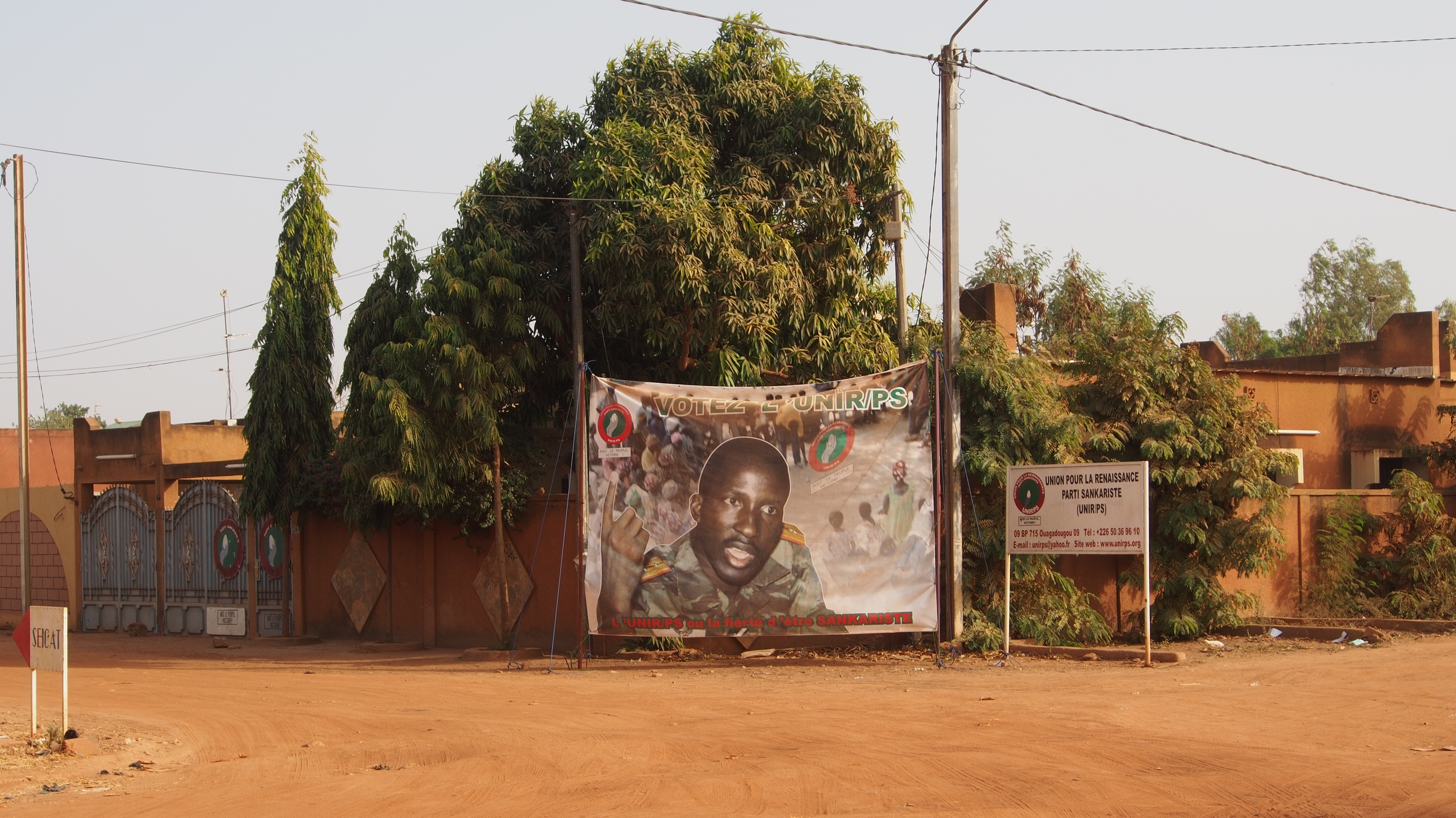
Parteizentrale der UNIR/PS

Die UNIR/PS ging aus der Fusion der Union pour la renaissance/Mouvement sankariste mit der kleinen Convention Panafricaine Sankariste (CPS) hervor.
2012 trat sie zum ersten Mal bei einer nationalen Wahl an. Sie verlor Wähleranteile, konnte aber die vier Parlamentssitze ihrer Vorgänger halten, wie auch einige Mandate in Gemeindeexekutiven. Die UNIR/PS ist nicht nur die größte, sondern auch die einzige unter der Vielzahl sankaristischer Parteien in Burkina Faso, die landesweit Wähler mobilisieren kann.

## Ideologie
Ideologisch sieht sich UNIR/PS in der Tradition des ehemaligen Präsidenten Thomas Sankara, eines sozialistischen Revolutionärs.